# 代爾日夫
49°24′11″N 23°59′35″E / 49.40306°N 23.99306°E

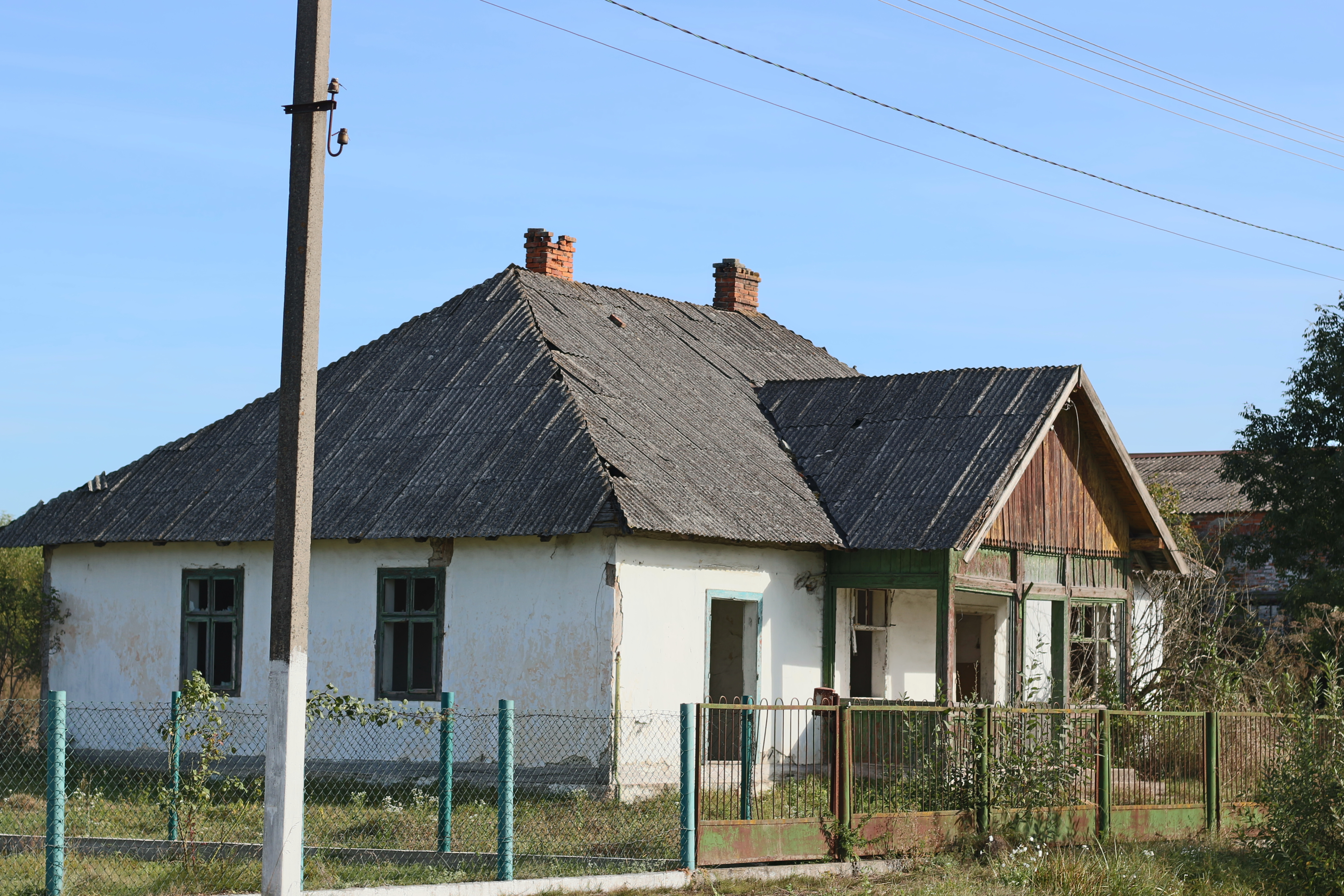
原天主教牧师住所，苏联时期改为集体农场办公室及医疗室

代爾日夫（烏克蘭語：Держів），是烏克蘭西部利維夫州斯特雷區罗兹瓦迪夫市镇的村庄。處於維夫尼亞河畔，始建於1550年，面積1.84平方公里，2001年人口1,204。